# کلارنس کینگزبوری
کلارنس کینگزبوری (ایتالیایی: Clarence Kingsbury; ۳ نوامبر ۱۸۸۲ – ۴ مارس ۱۹۴۹) دوچرخه‌سوار اهل بریتانیا بود.
وی در مسابقات کشوری و بین‌المللی در مجموع برندهٔ ۲ مدال طلا شده‌است.